# Kamerun i olympiska sommarspelen 2020
Kamerun deltog med en trupp på 12 idrottare vid de olympiska sommarspelen 2020 i Tokyo som hölls mellan den 23 juli och 8 augusti 2021 efter att ha blivit framflyttad ett år på grund av coronaviruspandemin. Det var 15:e sommar-OS som Kamerun deltog vid. Ingen av landets deltagare erövrade någon medalj.

## Bordtennis
| Idrottare     | Gren      | Inledande omgång      | Omgång 1             | Omgång 2             | Omgång 3             | Åttondelsfinal       | Kvartsfinal          | Semifinal            | Final / BM           | Final / BM       |
| Idrottare     | Gren      | Motståndare Resultat  | Motståndare Resultat | Motståndare Resultat | Motståndare Resultat | Motståndare Resultat | Motståndare Resultat | Motståndare Resultat | Motståndare Resultat | Placering        |
| ------------- | --------- | --------------------- | -------------------- | -------------------- | -------------------- | -------------------- | -------------------- | -------------------- | -------------------- | ---------------- |
| Sarah Hanffou | Damsingel | Trifonova (BUL) L 1–4 | Gick inte vidare     | Gick inte vidare     | Gick inte vidare     | Gick inte vidare     | Gick inte vidare     | Gick inte vidare     | Gick inte vidare     | Gick inte vidare |

## Boxning
| Idrottare         | Gren                    | Sextondelsfinal      | Åttondelsfinal       | Kvartsfinal          | Semifinal            | Final                | Final            |
| Idrottare         | Gren                    | Motståndare Resultat | Motståndare Resultat | Motståndare Resultat | Motståndare Resultat | Motståndare Resultat | Placering        |
| ----------------- | ----------------------- | -------------------- | -------------------- | -------------------- | -------------------- | -------------------- | ---------------- |
| Albert Mengue     | Herrarnas weltervikt    | Dlamini (SWZ) W RSC  | Walsh (IRL) L 0–5    | Gick inte vidare     | Gick inte vidare     | Gick inte vidare     | Gick inte vidare |
| Wilfried Ntsengue | Herrarnas mellanvikt    | Tshama (COD) L 2–3   | Gick inte vidare     | Gick inte vidare     | Gick inte vidare     | Gick inte vidare     | Gick inte vidare |
| Maxime Yegnong    | Herrarnas supertungvikt | Bye                  | Veriasov (ROC) L 0–5 | Gick inte vidare     | Gick inte vidare     | Gick inte vidare     | Gick inte vidare |

## Brottning
Damernas fristil
| Idrottare      | Gren  | Åttondelsfinal       | Kvartsfinal          | Semifinal            | Återkval             | Final / BM            | Final / BM |
| Idrottare      | Gren  | Motståndare Resultat | Motståndare Resultat | Motståndare Resultat | Motståndare Resultat | Motståndare Resultat  | Placering  |
| -------------- | ----- | -------------------- | -------------------- | -------------------- | -------------------- | --------------------- | ---------- |
| Joseph Essombe | 53 kg | Mukaida (JPN) L 0–4  | Gick inte vidare     | Gick inte vidare     | Zasina (POL) W 3–1   | Bat-Ochir (MGL) L 1–4 | 5          |

## Friidrott
Förkortningar
- Notera– Placeringar avser endast det specifika heatet.
- Q = Tog sig vidare till nästa omgång
- q = Tog sig vidare till nästa omgång som den snabbaste förloraren eller, i teknikgrenarna, genom placering utan att nå kvalgränsen
- i.u. = Omgången fanns inte i grenen
- Bye = Idrottaren behövde inte tävla i omgången

Gång- och löpgrenar
| Idrottare      | Gren            | Heat     | Heat      | Semifinal        | Semifinal        | Final            | Final            |
| Idrottare      | Gren            | Resultat | Placering | Resultat         | Placering        | Resultat         | Placering        |
| -------------- | --------------- | -------- | --------- | ---------------- | ---------------- | ---------------- | ---------------- |
| Emmanuel Eseme | Herrarnas 200 m | 20,65    | 4         | Gick inte vidare | Gick inte vidare | Gick inte vidare | Gick inte vidare |

## Judo
| Idrottare               | Gren                        | Sextondelsfinal       | Åttondelsfinal       | Kvartsfinal          | Semifinal            | Återkval             | Final / BM           | Final / BM       |
| Idrottare               | Gren                        | Motståndare Resultat  | Motståndare Resultat | Motståndare Resultat | Motståndare Resultat | Motståndare Resultat | Motståndare Resultat | Placering        |
| ----------------------- | --------------------------- | --------------------- | -------------------- | -------------------- | -------------------- | -------------------- | -------------------- | ---------------- |
| Ayuk Otay Arrey Sophina | Damernas mellanvikt (70 kg) | Kim S-y (KOR) L 00–10 | Gick inte vidare     | Gick inte vidare     | Gick inte vidare     | Gick inte vidare     | Gick inte vidare     | Gick inte vidare |
| Hortence Atangana       | Damernas tungvikt (+78 kg)  | Sayit (TUR) L 00–01   | Gick inte vidare     | Gick inte vidare     | Gick inte vidare     | Gick inte vidare     | Gick inte vidare     | Gick inte vidare |

## Simning
| Idrottare                | Gren                  | Heat  | Heat      | Semifinal        | Semifinal        | Final            | Final            |
| Idrottare                | Gren                  | Tid   | Placering | Tid              | Placering        | Tid              | Placering        |
| ------------------------ | --------------------- | ----- | --------- | ---------------- | ---------------- | ---------------- | ---------------- |
| Charly Ndjoume           | Herrarnas 50 m frisim | 27,22 | 64        | Gick inte vidare | Gick inte vidare | Gick inte vidare | Gick inte vidare |
| Norah Elisabeth Milanesi | Damernas 50 m frisim  | 26,41 | 44        | Gick inte vidare | Gick inte vidare | Gick inte vidare | Gick inte vidare |

## Tyngdlyftning
| Idrottare            | Gren           | Ryck     | Ryck      | Stöt     | Stöt      | Totalt | Placering |
| Idrottare            | Gren           | Resultat | Placering | Resultat | Placering | Totalt | Placering |
| -------------------- | -------------- | -------- | --------- | -------- | --------- | ------ | --------- |
| Jeanne Gaëlle Eyenga | Damernas 76 kg | 91       | 12        | 111      | 11        | 202    | 11        |
| Clementine Meukeugni | Damernas 87 kg | 99       | 12        | 125      | 10        | 224    | 11        |